# 德林國際
德林國際有限公司（港交所：1126）是一家在香港交易所上市的工業公司，韓國企業首批來港上市。2002年2月7日在香港交易所主板上市。本公司在1992年（當時以「C & H Toy of HK Co., Ltd.」名義）成立的。由韓國商人崔奎玧成立。
控股公司是C & H Co., Ltd.。
德林國際的主要業務設計、發展、生產及銷售各類毛絨玩具以及投資控股。
本公司工廠位於深圳、廣西、上海、江蘇、安徽等廠房，貿易方面則美國、香港、韓國及日本等國家。

## 外部連線
- dream-i.com.hk （页面存档备份，存于）